# Osprey-55-Klasse
Die Osprey-55-Klasse, ist eine Klasse von sieben Patrouillenbooten der Marinen Marokkos, Griechenlands und des Senegals.
Die griechische Marine verwendet des Weiteren sechs weiterentwickelte Boote, zwei Osprey HSY-55 und vier Osprey HSY-56A, welche auf der Elefsis Shipyard gebaut wurden.

## Einheiten
| Kennung      | Name      | Bauwerft                       | Kiellegung       | Stapellauf        | Indienststellung   | Bemerkungen |
| Senegal      | Senegal   | Senegal                        | Senegal          | Senegal           | Senegal            | Senegal     |
| ------------ | --------- | ------------------------------ | ---------------- | ----------------- | ------------------ | ----------- |
| -            | Fouta     | Danyard A/S, Frederikshavn     |                  | März 1987         | 1. Juni 1987       | aktiv       |
| Marokko      |           |                                |                  |                   |                    |             |
| 308          | El Lahiq  | Danyard A/S, Frederikshavn     |                  | Juli 1987         | 11. November 1987  | aktiv       |
| 309          | El Tawfiq | Danyard A/S, Frederikshavn     |                  | Oktober 1987      | 31. Januar 1988    | aktiv       |
| 316          | El Hamiss | Danyard A/S, Frederikshavn     |                  | April 1990        | 9. August 1990     | aktiv       |
| 317          | El Karib  | Danyard A/S, Frederikshavn     |                  | Juli 1990         | 23. September 1990 | aktiv       |
| Griechenland |           |                                |                  |                   |                    |             |
| P18          | Armatolos | Hellenic Shipyards, Skaramanga | 8. Mai 1989      | 19. Dezember 1989 | 27. März 1990      | aktiv       |
| P19          | Navmachos | Hellenic Shipyards, Skaramanga | 9. November 1989 | 16. Mai 1990      | 15. Juli 1990      | aktiv       |